# Prezidentské volby v Polsku 2025
Polské prezidentské volby v roce 2025 se konaly 18. května 2025 (1. kolo) a 1. června 2025 (2. kolo). Jednalo se o osmé prezidentské volby od roku 1990. Dosavadní polský prezident Andrzej Duda svůj mandát obhajovat nemohl, neboť by překročil limit dvou po sobě jdoucích volebních období ve funkci prezidenta. Druhé funkční období mu tak vypršelo 6. srpna 2025.
O funkci polské hlavy státu se ucházelo celkem 13 kandidátů. Při volební účasti 67,31 % oprávněných voličů získal v prvním kole 31,36 % hlasů kandidát vládní strany Občanská platforma, primátora Varšavy Rafał Trzaskowski a na druhém místě skončil s 29,54 % nezávislý kandidát oficiálně podporovaný nejsilnější opoziční stranou Právo a spravedlnost, historik Karol Nawrocki. Protože v prvním kole voleb nebyl zvolen žádný kandidát nadpoloviční většinou hlasů, konalo se o dva týdny později 2. kolo.
Novým polským prezidentem byl se ziskem 50,89 % zvolen Nawrocki. Trzaskowski získal 49,11 % hlasů. Volební účast ve 2. kole dosáhla 71,63 %.

## Vyhlášený termín konání voleb
Podle článku 128 polské ústavy se prezidentské volby musí konat ve státem uznaný den pracovního klidu, a to v období mezi 75. a 100. dnem před koncem mandátu úřadujícího prezidenta. Takže poslední termín pro volby byl určen na 6. srpna 2025 a první kolo se mohlo konat během vyhlášených volných dnů mezi 28. dubnem a 23. květnem 2025.
V tomto období vláda vyhlásila stav živelní katastrofy, takže volby nemohly být vyhlášeny dříve než 15. ledna 2025. Předseda Sejmu Szymon Hołownia dne 15. ledna 2025 stanovil termín voleb na 18. května 2025.

## Kandidáti

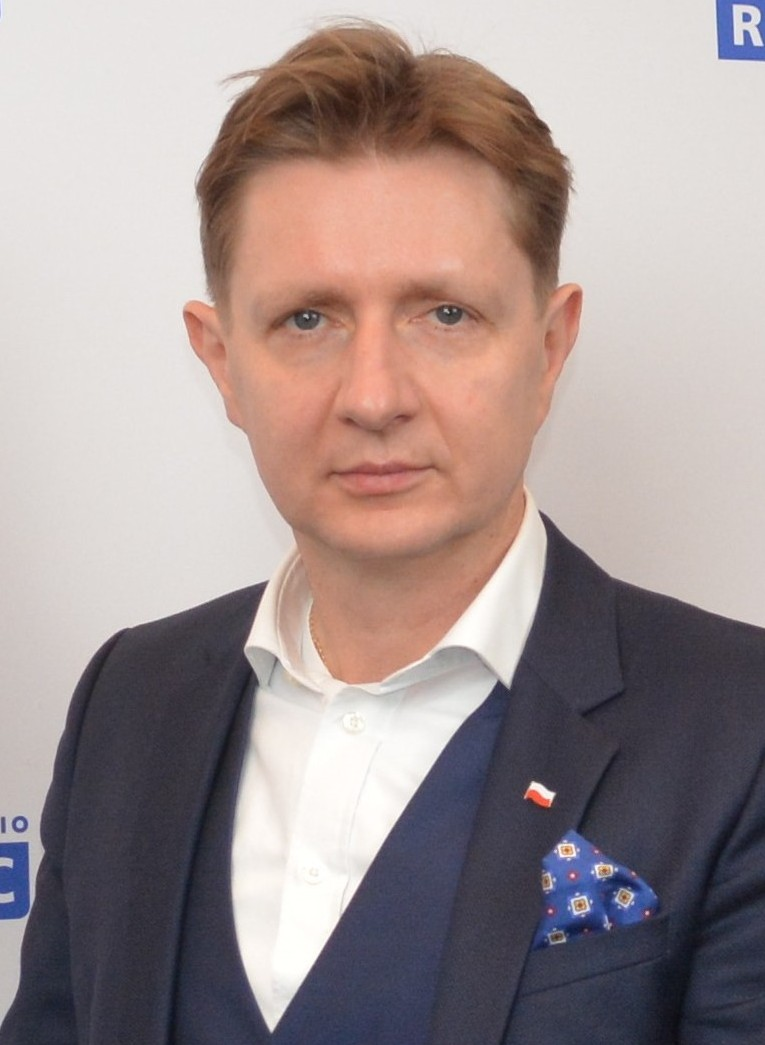
Artur Bartoszewicz Nezávislý Vysokoškolský pedagog
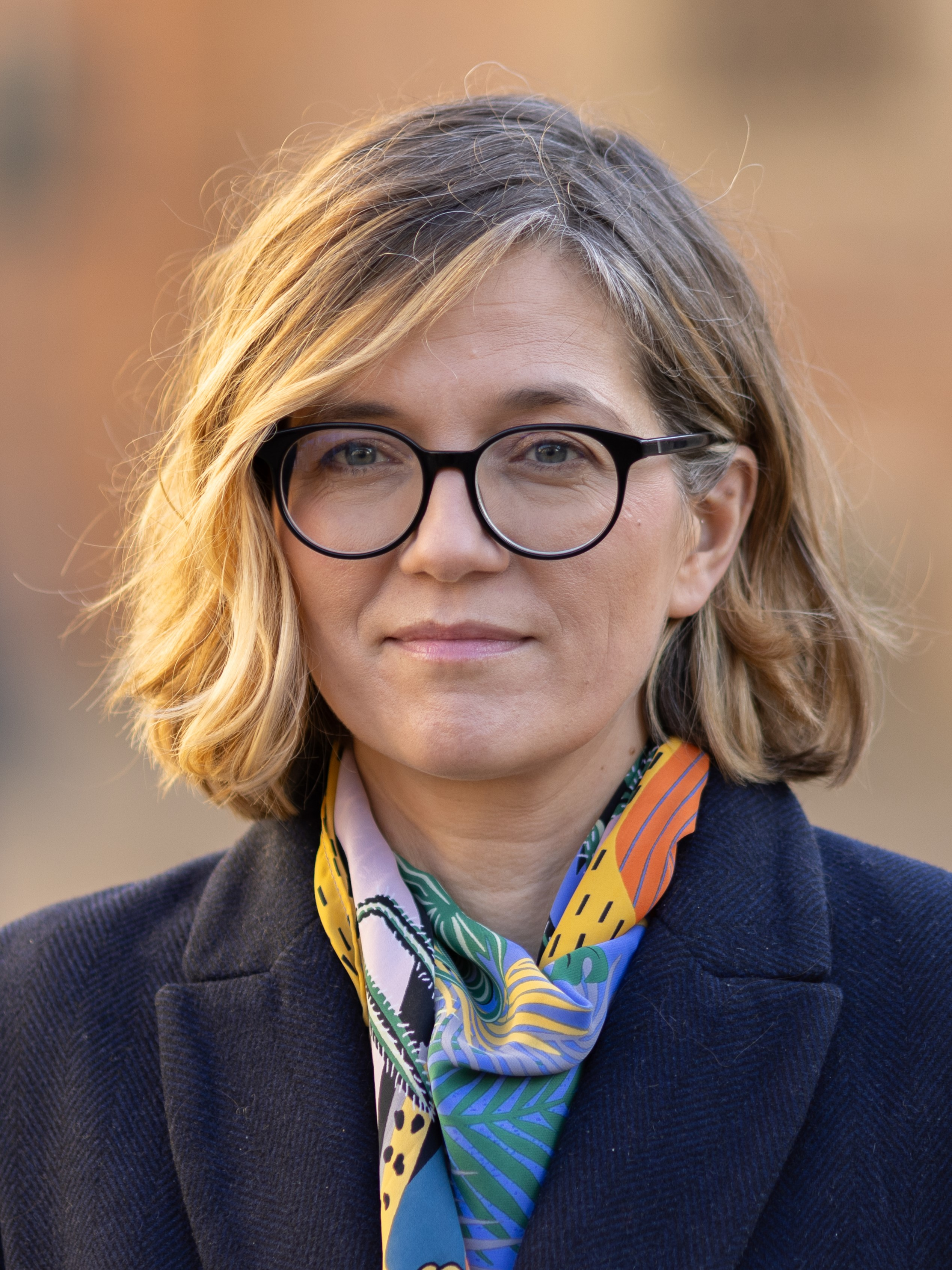
Magdalena Biejat Nezávislá (podpora Levice) Místopředsedkyně Senátu
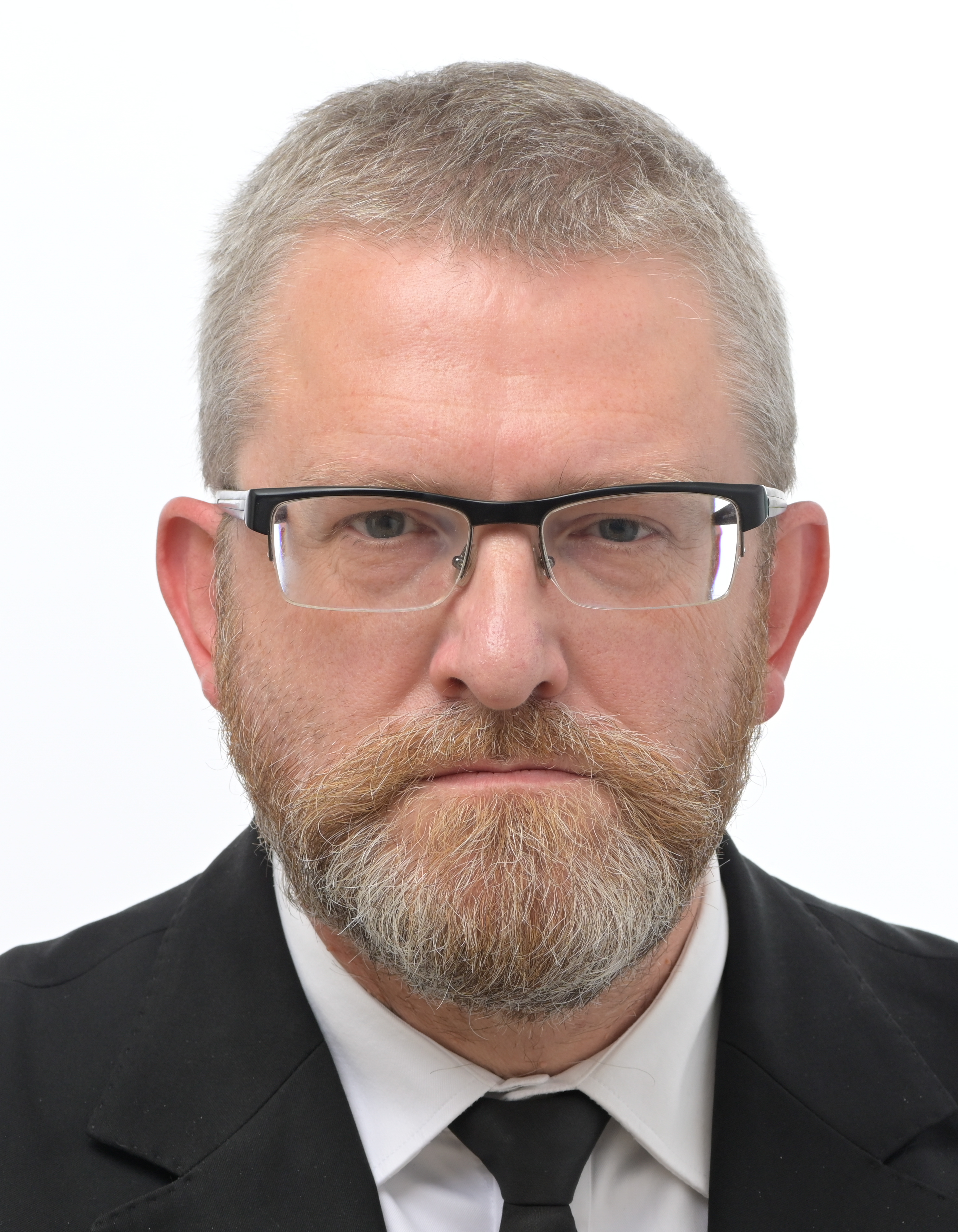
Grzegorz Braun KKP Poslanec Evropského parlamentu
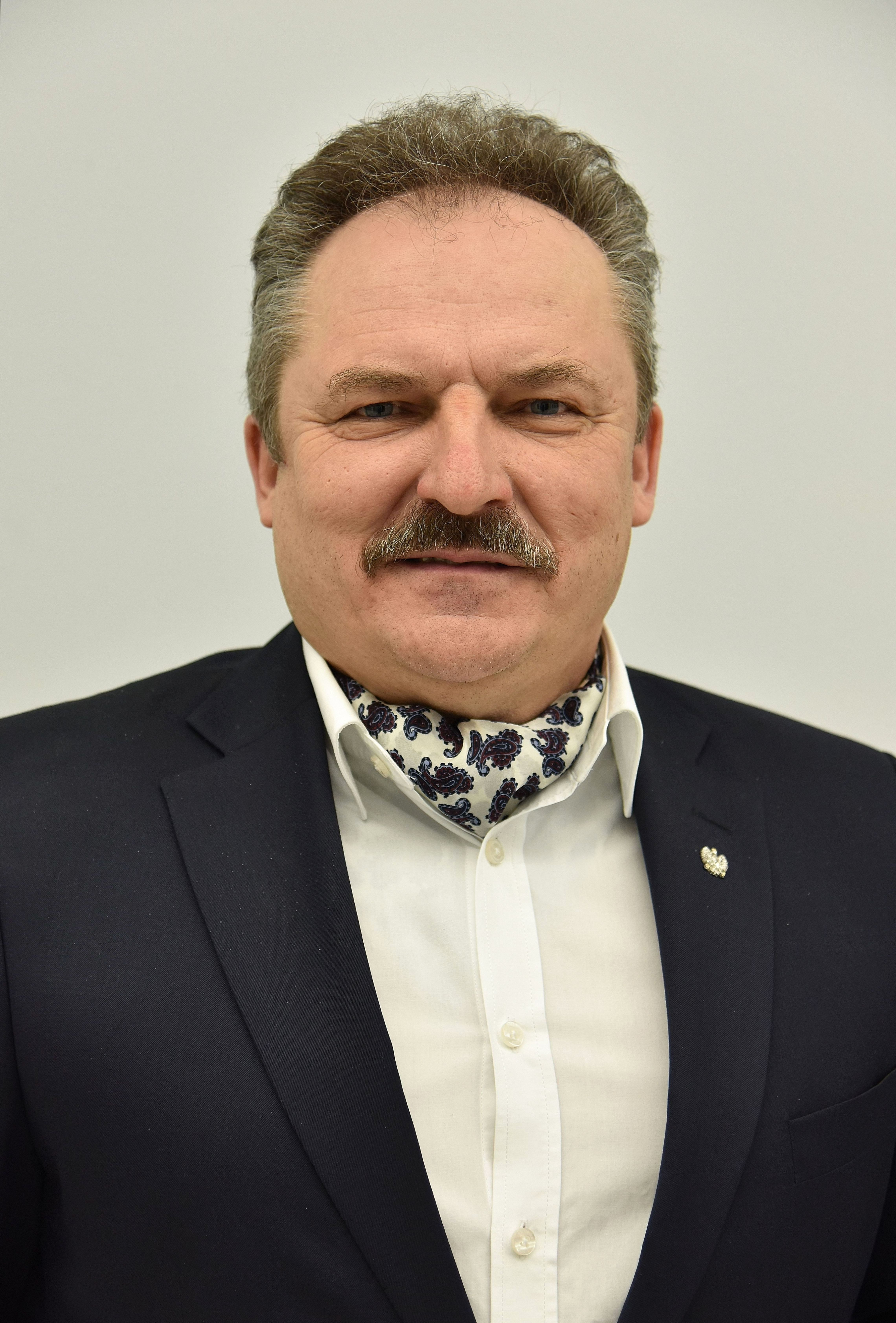
Marek Jakubiak FdR Poslanec Sejmu
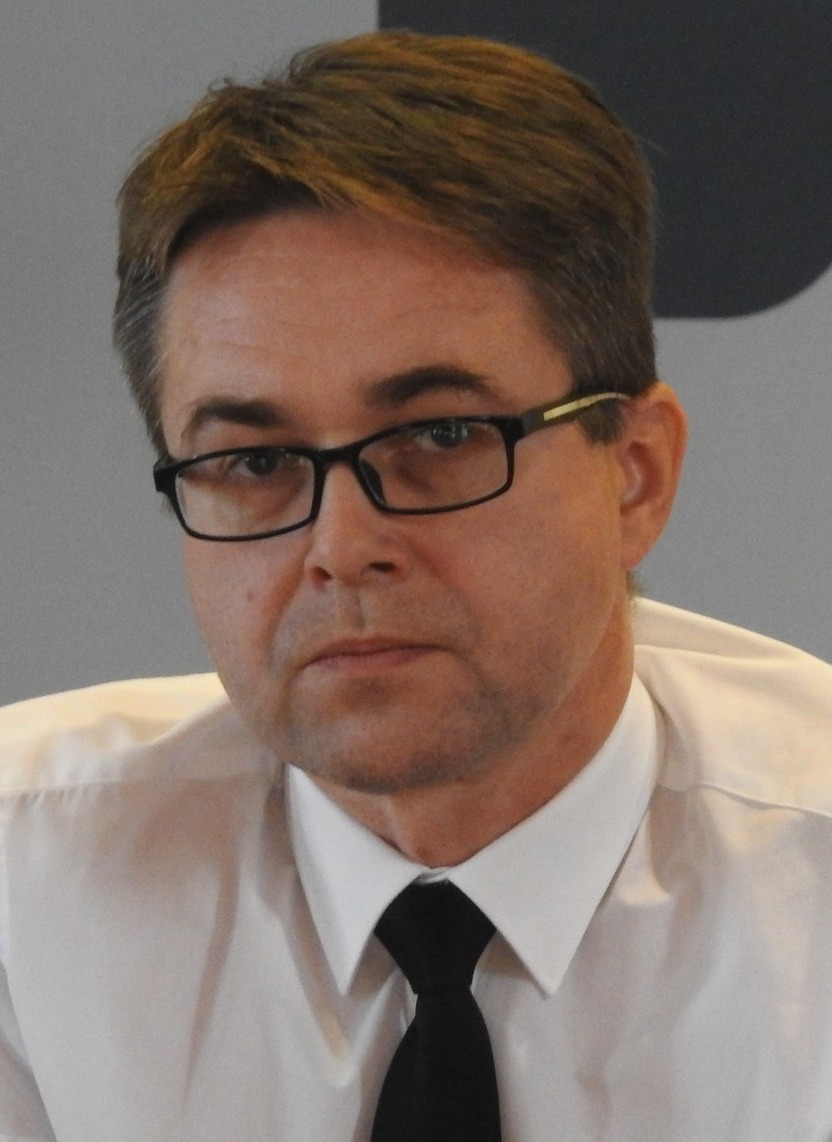
Maciej Maciak Nezávislý (podpora RDiP) Novinář
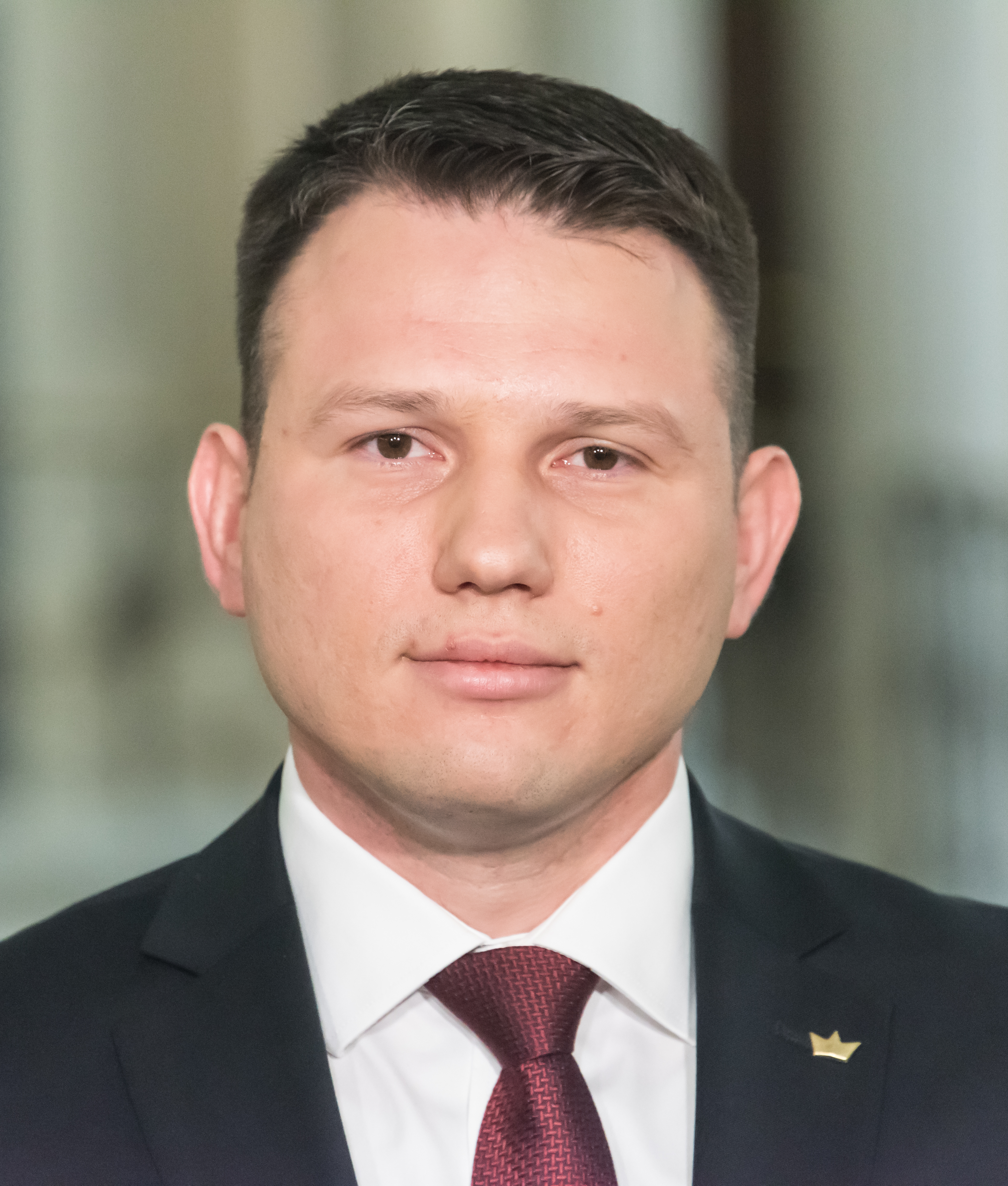
Sławomir Mentzen Konfederace Poslanec
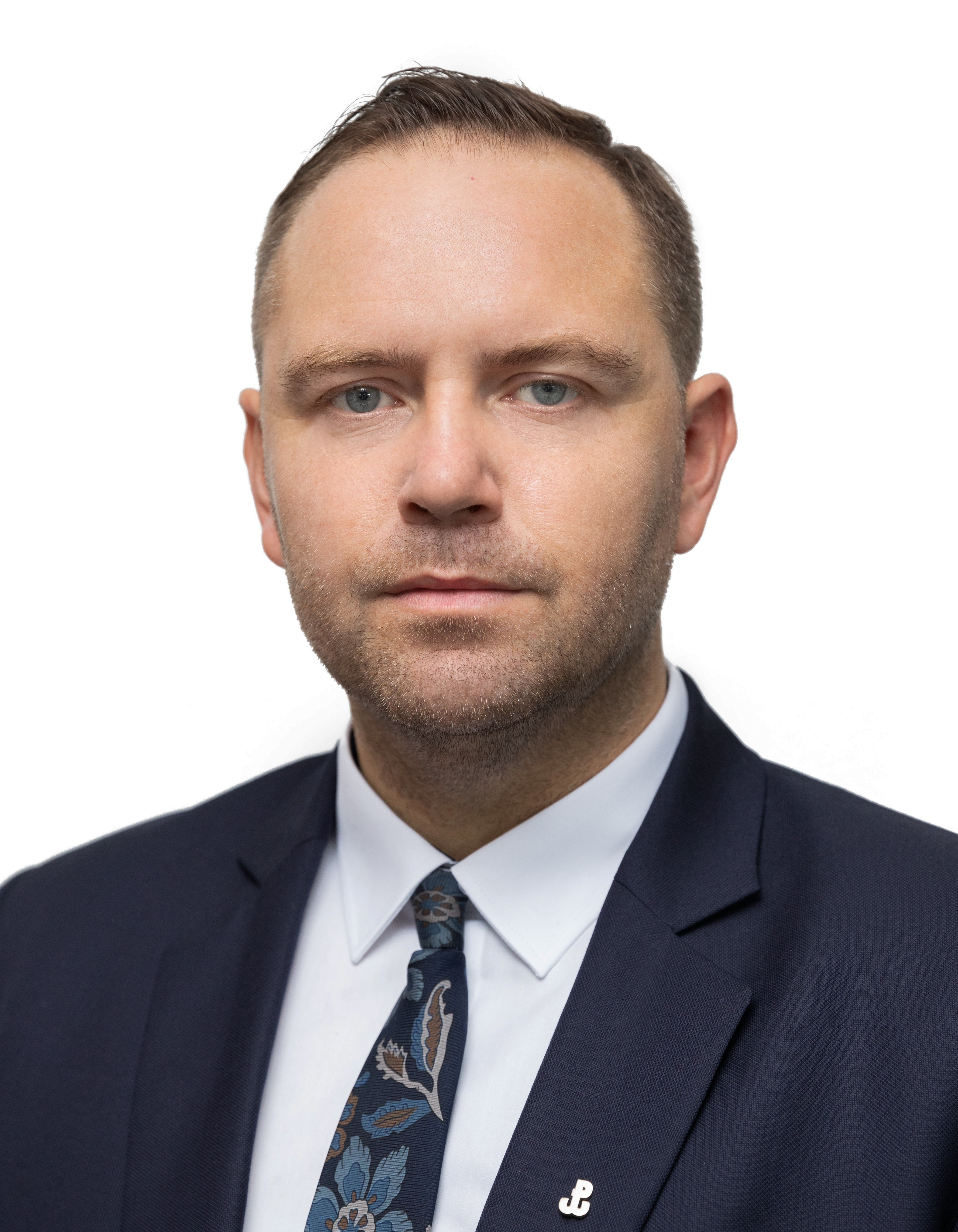
Karol Nawrocki Nezávislý (podpora PiS) Ředitel Ústavu národní paměti
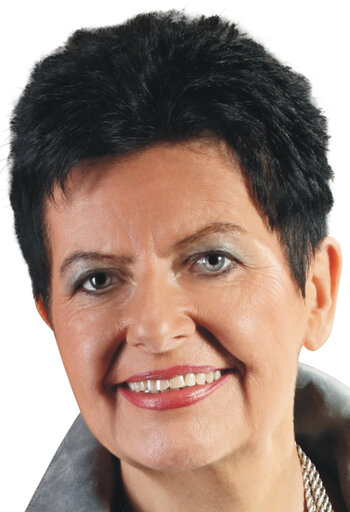
Joanna Senyszyn Nezávislá (podpora SLD) Bývalá europoslankyně
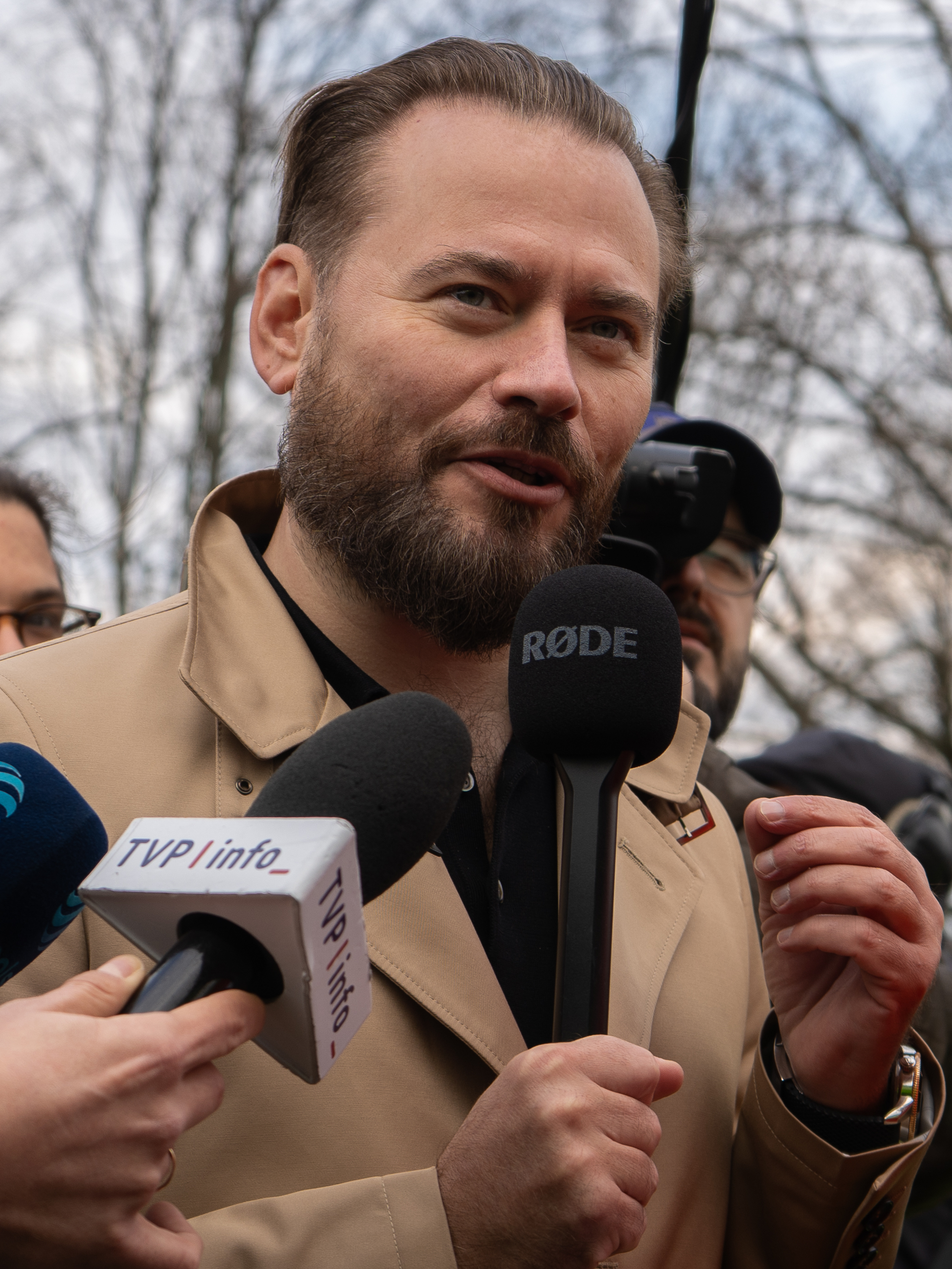
Krzysztof Stanowski Nezávislý Novinář
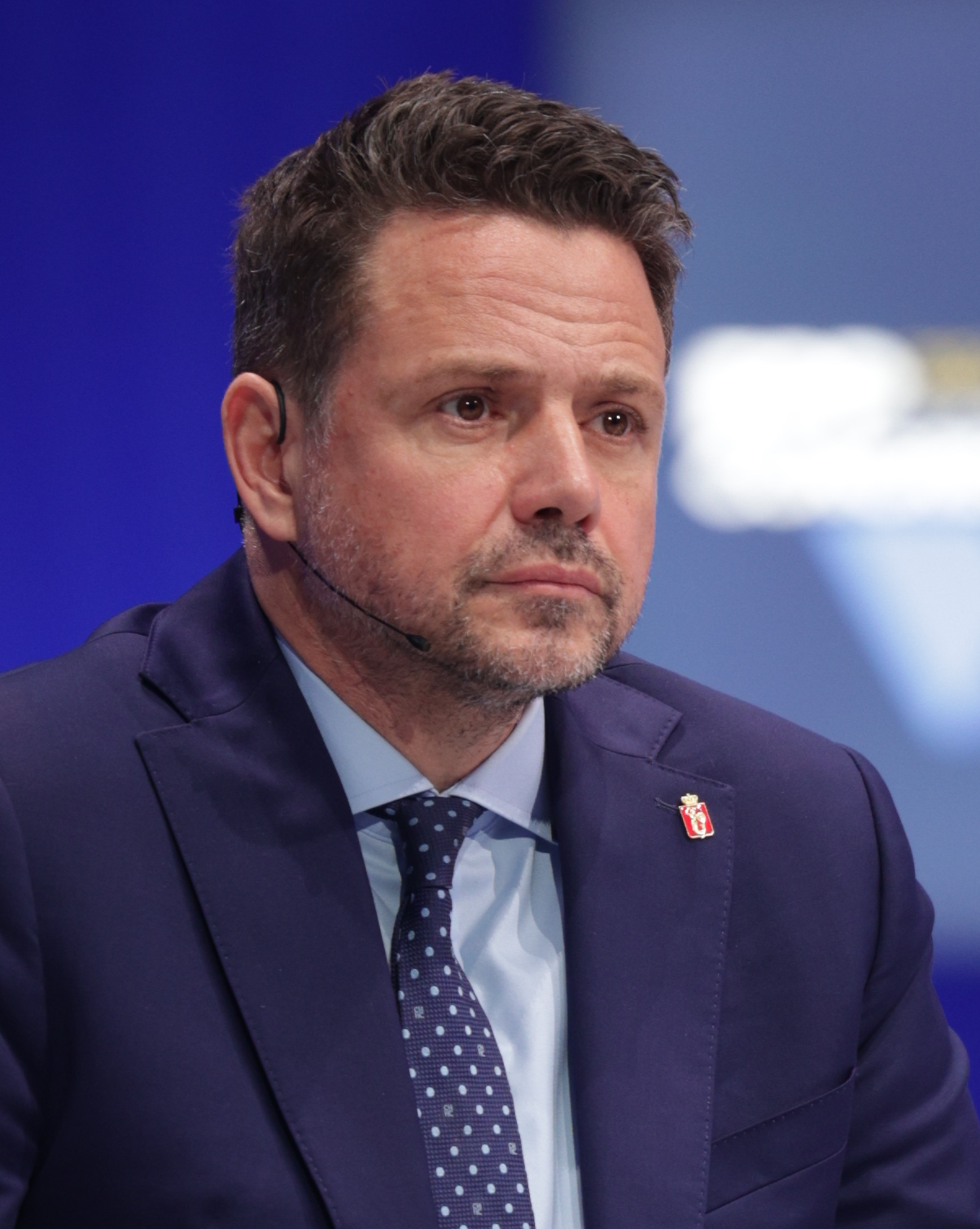
Rafał Trzaskowski PO Starosta Varšavy
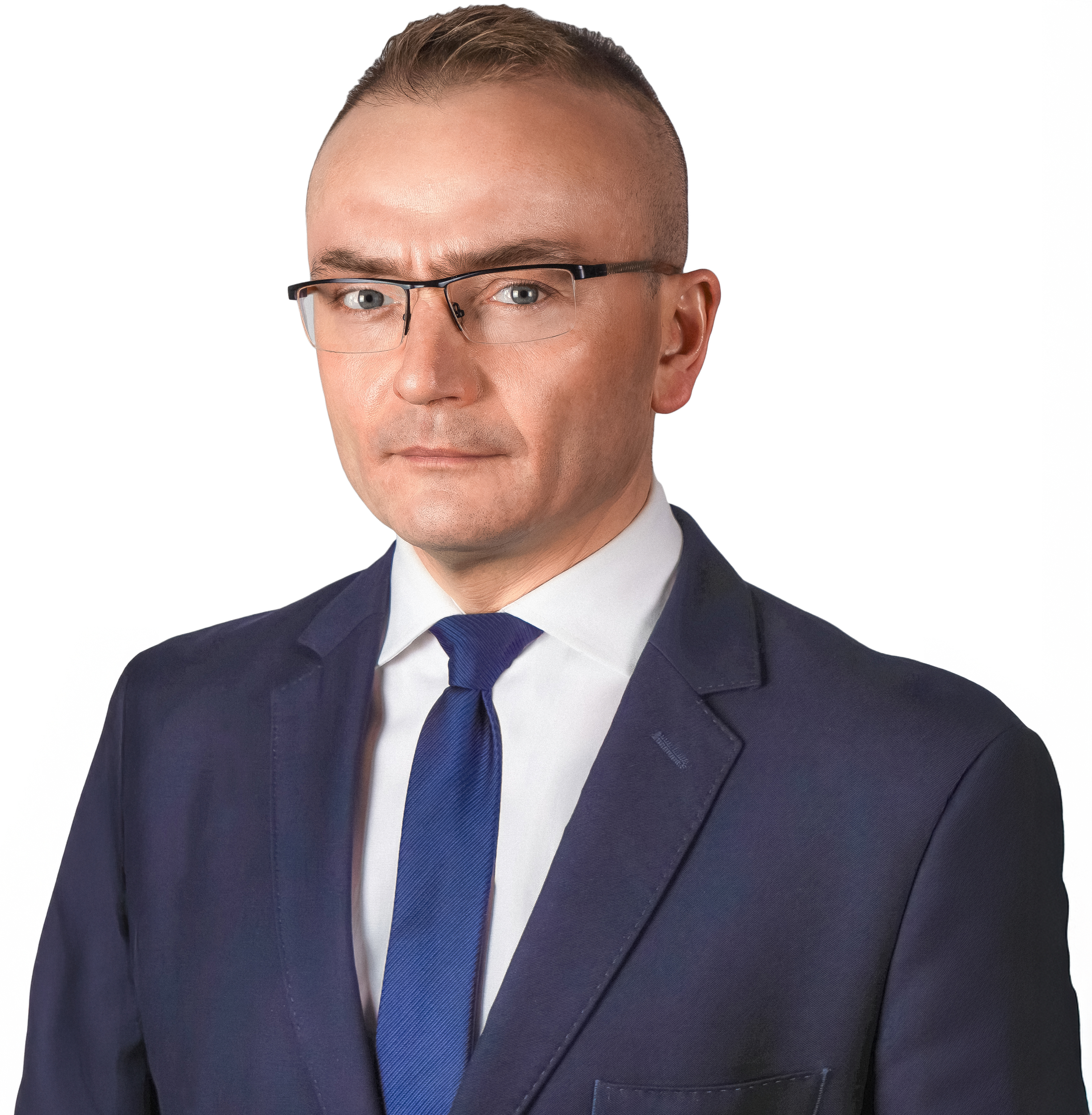
Marek Woch BS Právník
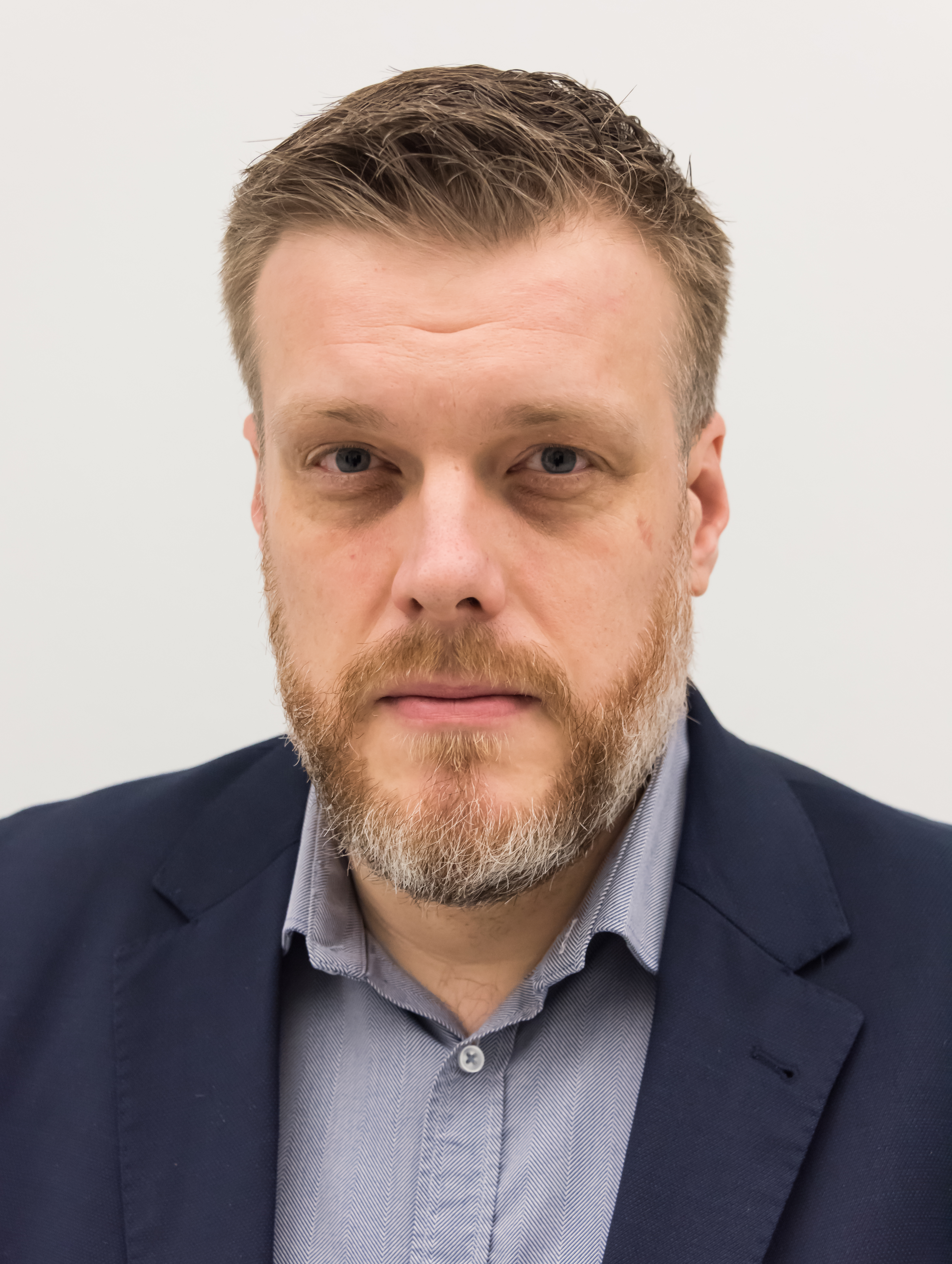
Adrian Zandberg LR Historik

## Výsledky voleb

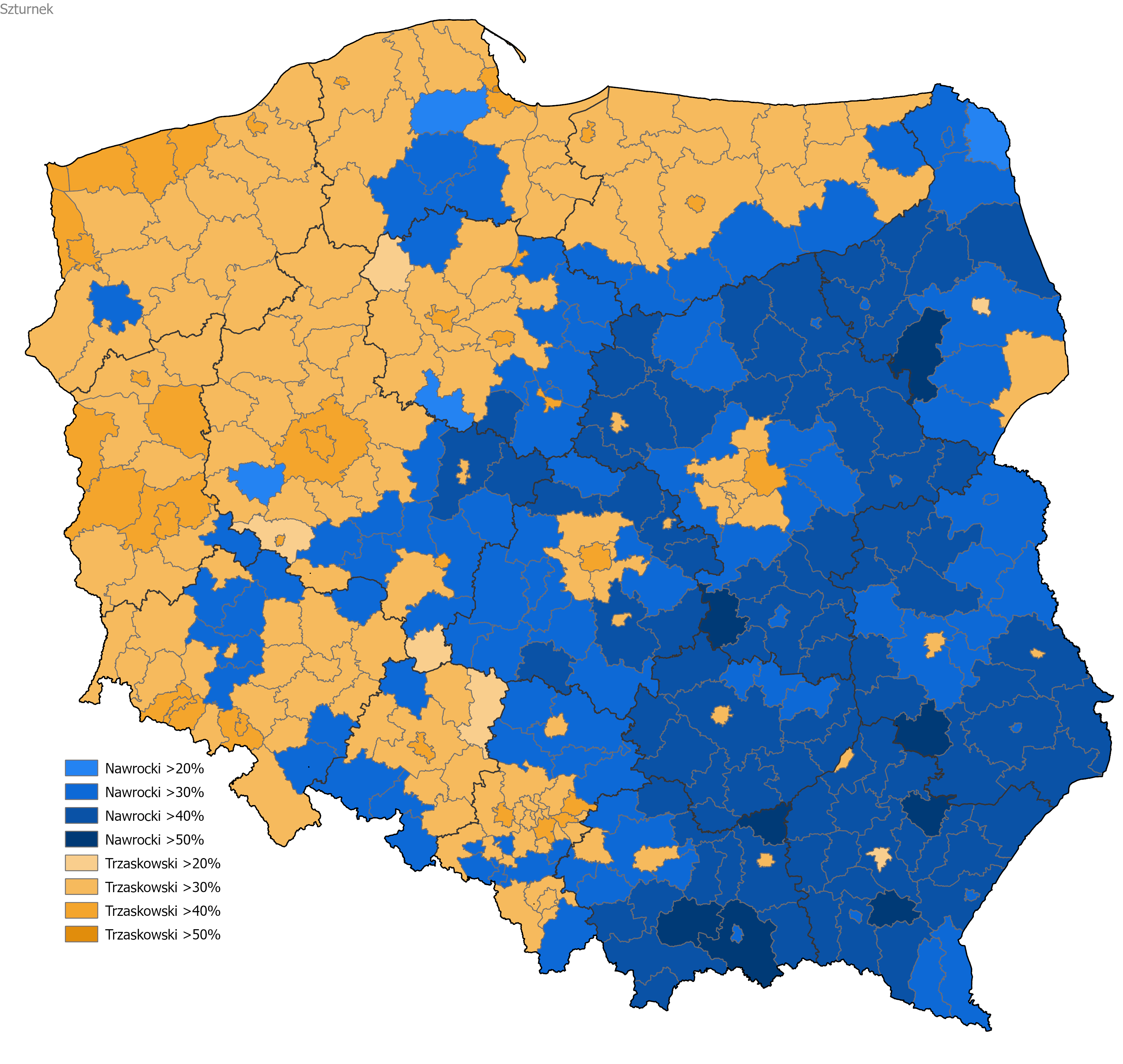
Výsledky 1. kola (okresy)

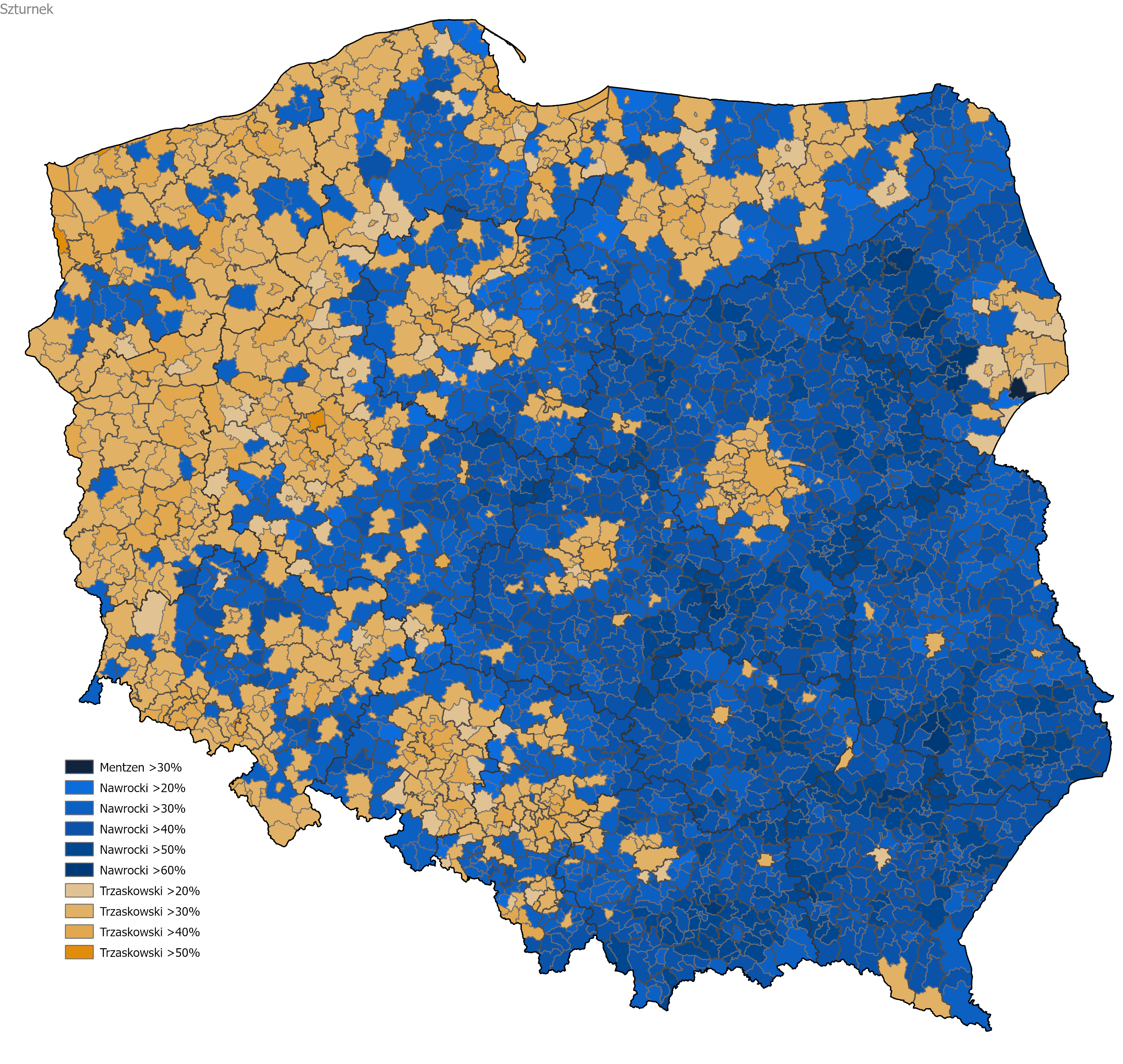
Výsledky 1. kola v gminách. Ve všech zvítězil buď Nawrocki nebo Trzaskowski, pouze v jediné (Dubicze Cerkiewne) zvítězil Mentzen

### Celkové výsledky
| Kandidát            | Stranická příslušnost (podpora)         | První kolo | První kolo | Druhé kolo | Druhé kolo |
| Kandidát            | Stranická příslušnost (podpora)         | Hlasy      | %          | Hlasy      | %          |
| Karol Nawrocki      | Nezávislý (Právo a spravedlnost)        | 5 790 804  | 29,54      | 10 606 877 | 50,89      |
| Rafał Trzaskowski   | Občanská platforma                      | 6 147 797  | 31,36      | 10 237 286 | 49,11      |
| Sławomir Mentzen    | Konfederace svobody a nezávislosti      | 2 902 448  | 14,81      |            |            |
| Grzegorz Braun      | Konfederace Koruny polské               | 1 242 917  | 6,34       |            |            |
| Szymon Hołownia     | Polska 2050                             | 978 901    | 4,99       |            |            |
| Adrian Zandberg     | Lewica Razem                            | 952 832    | 4,86       |            |            |
| Magdalena Biejat    | Nezávislá (Levice)                      | 829 361    | 4,23       |            |            |
| Krzysztof Stanowski | Nezávislý                               | 243 479    | 1,24       |            |            |
| Joanna Senyszyn     | Nezávislá (Svaz demokratické levice)    | 214 198    | 1,09       |            |            |
| Marek Jakubiak      | Federace pro republiku                  | 150 698    | 0,77       |            |            |
| Artur Bartoszewicz  | Nezávislý                               | 95 640     | 0,49       |            |            |
| Maciej Maciak       | Nezávislý (Hnutí za prosperitu a mír)   | 36 371     | 0,19       |            |            |
| Marek Woch          | Nestraničtí aktivisté místní samosprávy | 18 338     | 0,09       |            |            |
| Celkem              | Celkem                                  | 19 603 784 | 100,00     | 20 844 163 | 100,00     |
| Volební účast       | Volební účast                           | 67,31 %    |            | 71,63 %    |            |
| Zdroje: ;           |                                         |            |            |            |            |

### Výsledky za vojvodství

#### 1. kolo

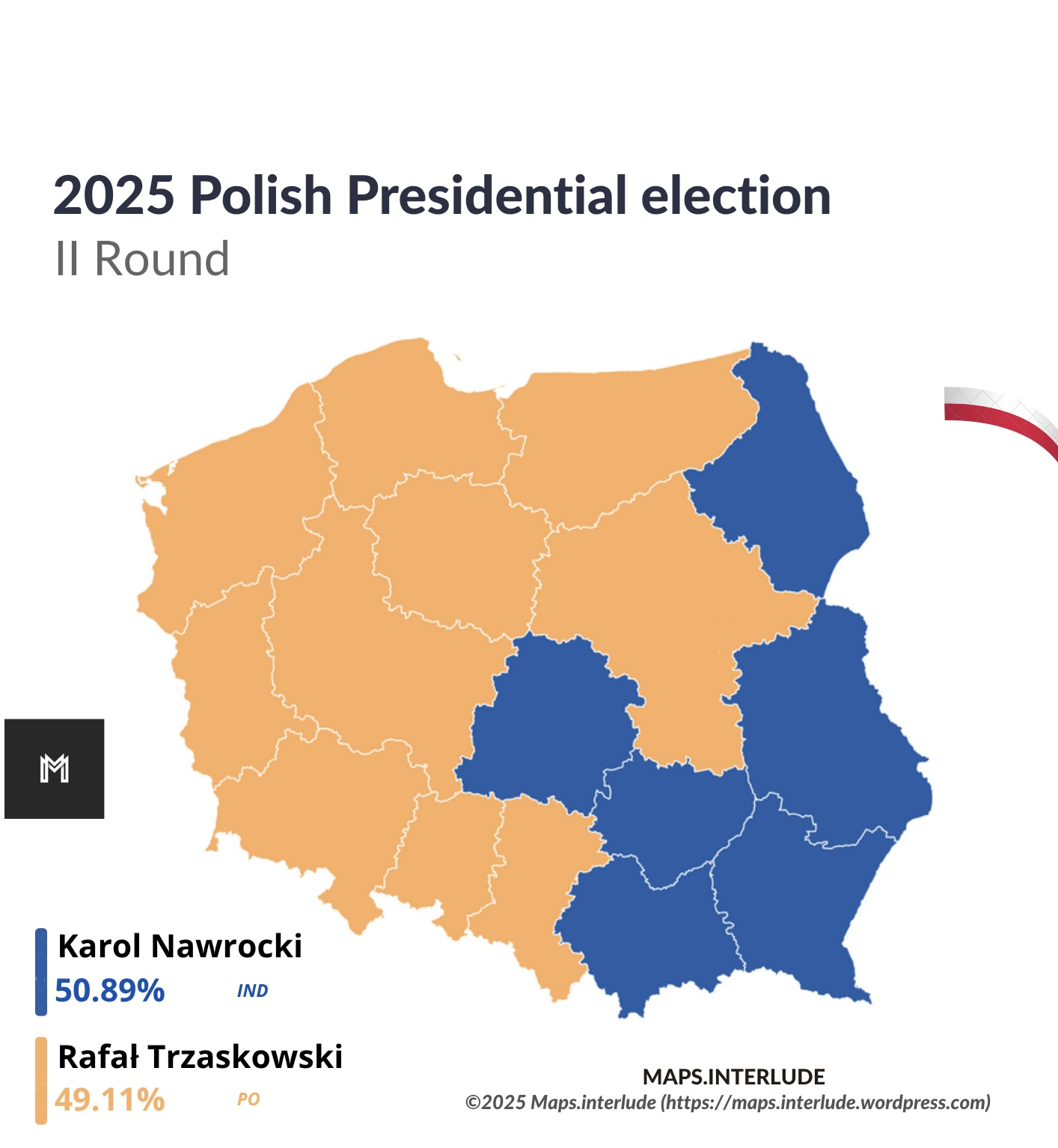
Výsledky 2. kola (vojvodství)

Výsledky 2. kola (okresy)

| Vojvodství/Kandidát | Nawrocki | Trzaskowski | Mentzen | Braun | Hołownia | Zandberg | Biejat | Stanowski | Senyszyn | Jakubiak | Bartoszewicz | Maciak | Woch |
| Dolnoslezské        | 25,51    | 36,52       | 13,56   | 5,48  | 4,69     | 5,70     | 4,66   | 1,23      | 1,22     | 0,68     | 0,47         | 0,19   | 0,09 |
| Kujavsko-pomořské   | 26,38    | 35,63       | 14,87   | 5,22  | 5,19     | 4,31     | 4,63   | 1,26      | 1,08     | 0,67     | 0,45         | 0,22   | 0,09 |
| Lublinské           | 39,02    | 20,65       | 16,55   | 9,38  | 4,32     | 3,53     | 2,77   | 1,05      | 0,87     | 0,93     | 0,54         | 0,21   | 0,18 |
| Lubušské            | 23,25    | 40,49       | 14,23   | 5,73  | 4,94     | 4,05     | 3,87   | 1,14      | 1,00     | 0,58     | 0,47         | 0,17   | 0,08 |
| Lodžské             | 32,17    | 30,27       | 13,81   | 6,07  | 4,66     | 4,55     | 4,57   | 1,22      | 1,09     | 0,82     | 0,49         | 0,19   | 0,08 |
| Malopolské          | 35,21    | 24,41       | 16,20   | 6,59  | 4,91     | 5,45     | 3,45   | 1,23      | 1,04     | 0,82     | 0,44         | 0,16   | 0,09 |
| Mazovské            | 29,53    | 31,52       | 13,47   | 5,61  | 4,96     | 5,56     | 4,98   | 1,41      | 1,26     | 0,94     | 0,52         | 0,16   | 0,09 |
| Opolské             | 25,73    | 35,59       | 15,28   | 6,42  | 5,65     | 4,08     | 3,56   | 1,23      | 0,95     | 0,68     | 0,51         | 0,22   | 0,10 |
| Podkarpatské        | 42,77    | 17,90       | 17,59   | 9,22  | 3,90     | 3,07     | 2,22   | 1,02      | 0,73     | 0,84     | 0,46         | 0,19   | 0,08 |
| Podleské            | 35,64    | 23,31       | 17,07   | 7,70  | 5,78     | 3,63     | 2,93   | 1,17      | 0,89     | 0,80     | 0,68         | 0,32   | 0,07 |
| Pomořské            | 22,19    | 38,05       | 14,14   | 5,08  | 5,78     | 5,85     | 4,80   | 1,38      | 1,31     | 0,67     | 0,48         | 0,17   | 0,10 |
| Slezské             | 27,71    | 33,37       | 14,89   | 5,66  | 5,34     | 4,83     | 4,30   | 1,34      | 1,09     | 0,70     | 0,49         | 0,18   | 0,10 |
| Svatokřížské        | 39,94    | 23,73       | 14,41   | 7,94  | 4,18     | 3,34     | 3,09   | 1,02      | 0,84     | 0,80     | 0,44         | 0,19   | 0,08 |
| Varmijsko-mazurské  | 27,00    | 34,56       | 15,47   | 5,96  | 5,06     | 4,03     | 4,27   | 1,15      | 0,96     | 0,74     | 0,51         | 0,20   | 0,09 |
| Velkopolské         | 24,52    | 35,04       | 14,64   | 5,51  | 5,93     | 5,50     | 4,93   | 1,28      | 1,20     | 0,70     | 0,47         | 0,17   | 0,10 |
| Západopomořanské    | 24,29    | 40,31       | 12,82   | 5,39  | 4,87     | 4,29     | 4,47   | 1,19      | 1,04     | 0,62     | 0,45         | 0,17   | 0,09 |
| Zdroj:              |          |             |         |       |          |          |        |           |          |          |              |        |      |

#### 2. kolo
| Vojvodství/Kandidát | Nawrocki | Trzaskowski |
| Dolnoslezské        | 44,19    | 55,81       |
| Kujavsko-pomořské   | 46,58    | 53,42       |
| Lublinské           | 66,54    | 33,46       |
| Lubušské            | 41,78    | 58,22       |
| Lodžské             | 53,20    | 46,80       |
| Malopolské          | 58,87    | 41,13       |
| Mazovské            | 49,72    | 50,28       |
| Opolské             | 47,02    | 52,98       |
| Podkarpatské        | 71,02    | 28,98       |
| Podleské            | 61,39    | 38,61       |
| Pomořské            | 40,87    | 59,13       |
| Slezské             | 48,66    | 51,34       |
| Svatokřížské        | 63,61    | 36,39       |
| Varmijsko-mazurské  | 48,29    | 51,71       |
| Velkopolské         | 44,83    | 55,17       |
| Západopomořanské    | 41,97    | 58,03       |
| Zdroj:              |          |             |